# Saksonia-Anhalt
Saksonia-Anhalt (niem. Sachsen-Anhalt, dolnoniem. Sassen-Anhalt) – jeden z 16 krajów związkowych Niemiec. Stolicą oraz największym miastem jest Magdeburg.
Obszar Saksonii-Anhalt w latach 1949–1990 wchodził w skład Niemieckiej Republiki Demokratycznej. Została odtworzona jako kraj związkowy w 1990 roku po zjednoczeniu Niemiec.

## Geografia
Saksonia-Anhalt jest położona w środkowo-wschodniej części kraju i graniczy z krajami związkowymi:
- Brandenburgią – na północnym wschodzie
- Saksonią – na południowym wschodzie
- Turyngią – na południu
- Dolną Saksonią – na zachodzie

Północną część Saksonii-Anhalt stanowią równiny, wchodzące w skład Starej Marchii (niem. Altmark), gdzie leżą stare miasta hanzeatyckie jak Salzwedel, Stendal i Tangermünde. Na północnym wschodzie znajduje się teren pokryty łąkami, zwany wrzosowiskiem Colbitz-Letzlinger Heide. Na południe od tego leży żyzna równina Magdeburger Börde z miastami: Magdeburg, Schönebeck, Burg, Oschersleben, Wanzleben, Aschersleben. Na południowym zachodzie kraju leżą góry Harzu, a na południu region winiarski Soława-Unstruta.

## Historia

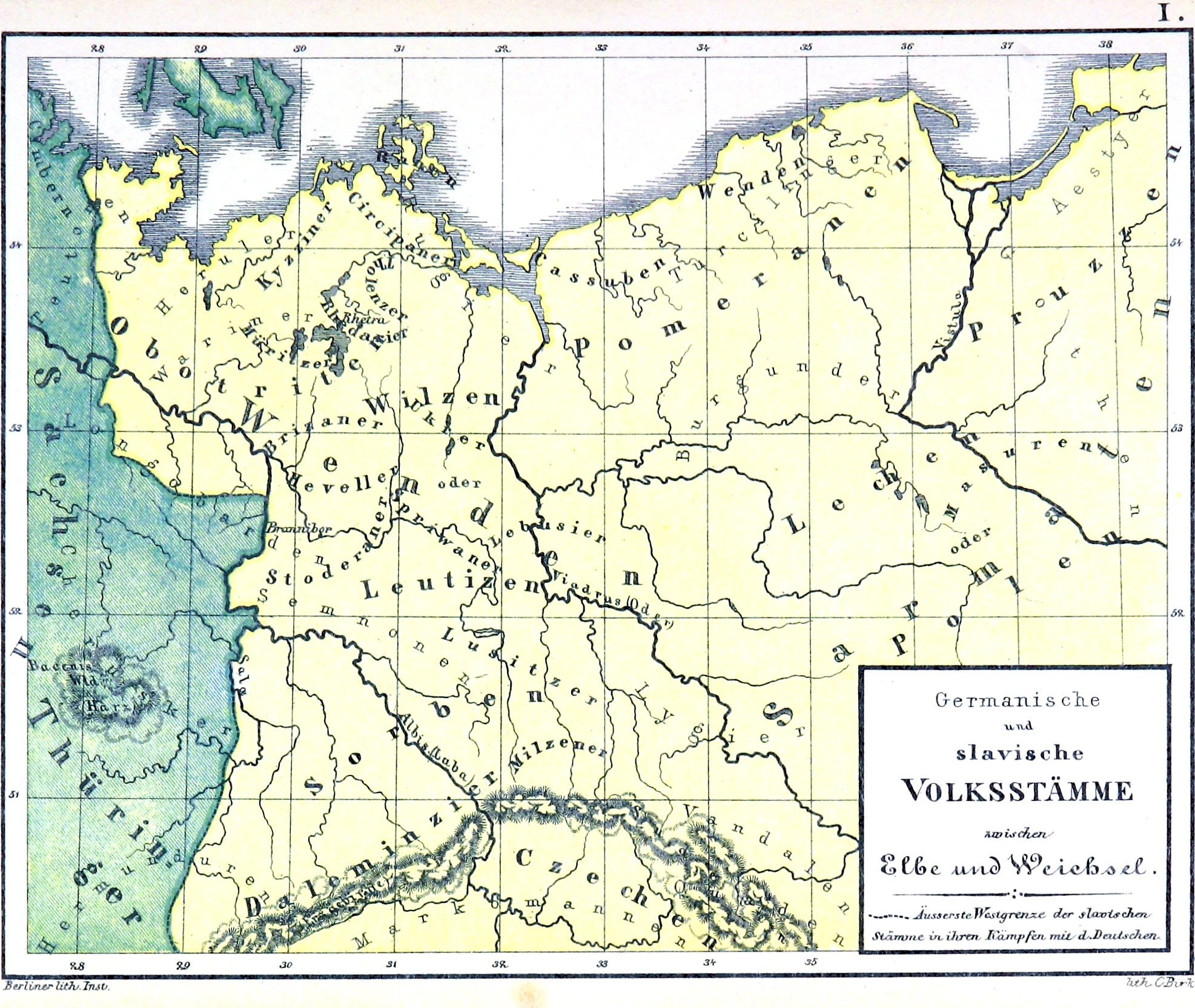
Tereny zamieszkane przez Słowian we wczesnym średniowieczu na niemieckiej mapie z XIX w.

We wczesnym średniowieczu przebiegała przez region zachodnia granica osadnictwa słowiańskiego. Zamieszkiwali tu m.in. Koledzice, Chudzicy, Nieletycy, Morzyczanie, Lesicy i Hawelanie. Znajdował się tu jeden z głównych grodów słowiańskich na Połabiu – Hobolin. W późnym średniowieczu na obszarze dzisiejszego kraju związkowego Saksonia-Anhalt istniał szereg krajów, z których najbardziej znaczącymi były Marchia Brandenburska (leżał tu jej zachodni kraniec, czyli Stara Marchia), arcybiskupstwo magdeburskie, Księstwo Saksonii-Wittenbergi oraz Anhalt (rozczłonkowany na mniejsze księstwa). W 1356 Księstwo Saksonii-Wittenbergi zostało przekształcone w Elektorat Saksonii, a w latach 1373–1415 Stara Marchia, jako część Brandenburgii, stanowiła posiadłość Korony Czeskiej. Miasto Tangermünde było drugą siedzibą Karola Luksemburskiego po Pradze.

Księstwa anhalckie w latach 1747–1793

W czasach nowożytnych na południu regionu istniały wydzielone z Elektoratu Saksonii księstwa: Księstwo Saksonii-Zeitz w latach 1657–1718, Księstwo Saksonii-Merseburga w latach 1657–1738 i Księstwo Saksonii-Weißenfels w latach 1656–1746. W 1680 arcybiskupstwo magdeburskie zostało przekształcone w świeckie księstwo i włączone do Brandenburgii, wraz z którą w 1701 zostało częścią Królestwa Prus, a region Wittenbergi znalazł się pod panowaniem królów Polski Augusta II Mocnego i Augusta III Sasa, jako część Elektoratu Saksonii w latach 1697–1763. W 1718 także Zeitz z Naumburgiem, w 1738 Merseburg, a w 1746 Weißenfels z Querfurtem znalazły się w jego granicach.
W 1807 Stara Marchia i księstwo magdeburskie zostały włączone do Królestwa Westfalii. Na mocy postanowień kongresu wiedeńskiego w 1815 r. do Prus włączono Starą Marchię, Magdeburg oraz dotychczasowe północno-zachodnie ziemie Saksonii z Wittenbergą, które scalono tworząc prowincję Saksonia. W 1863 doszło do zjednoczenia ziem anhalckich w Księstwo Anhalt. W 1871 r. cały obszar został częścią Cesarstwa Niemieckiego.
Saksonia-Anhalt powstała przez administracyjne połączenie części dawnej pruskiej prowincji Saksonia, która stanowi główną część obecnego kraju związkowego, z dawnym Wolnym Krajem Anhalt i częściami dawnego księstwa Brunszwiku. W latach 1949–1990 znajdowała się w granicach NRD.

## Ludność i miasta

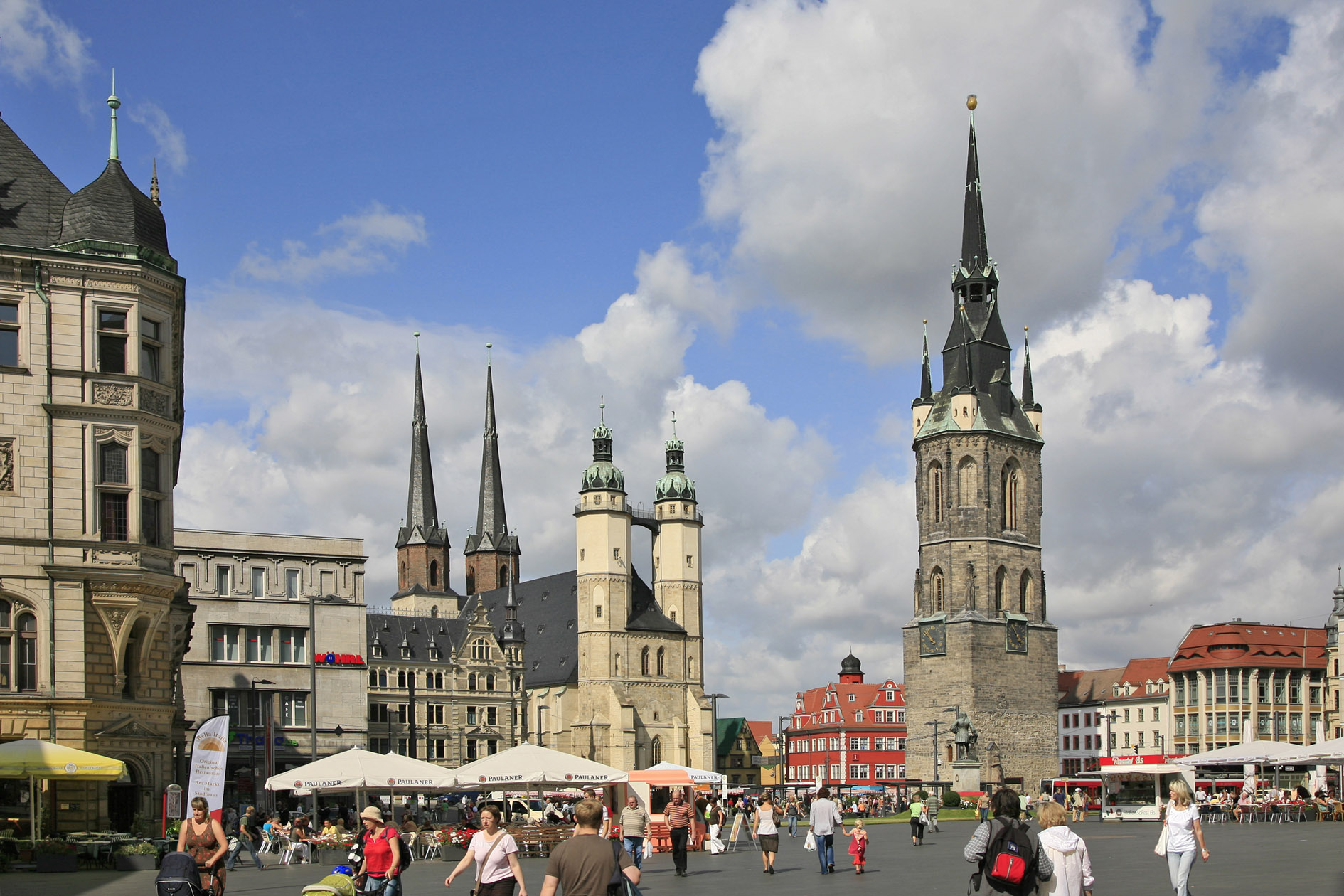
Halle (Saale)

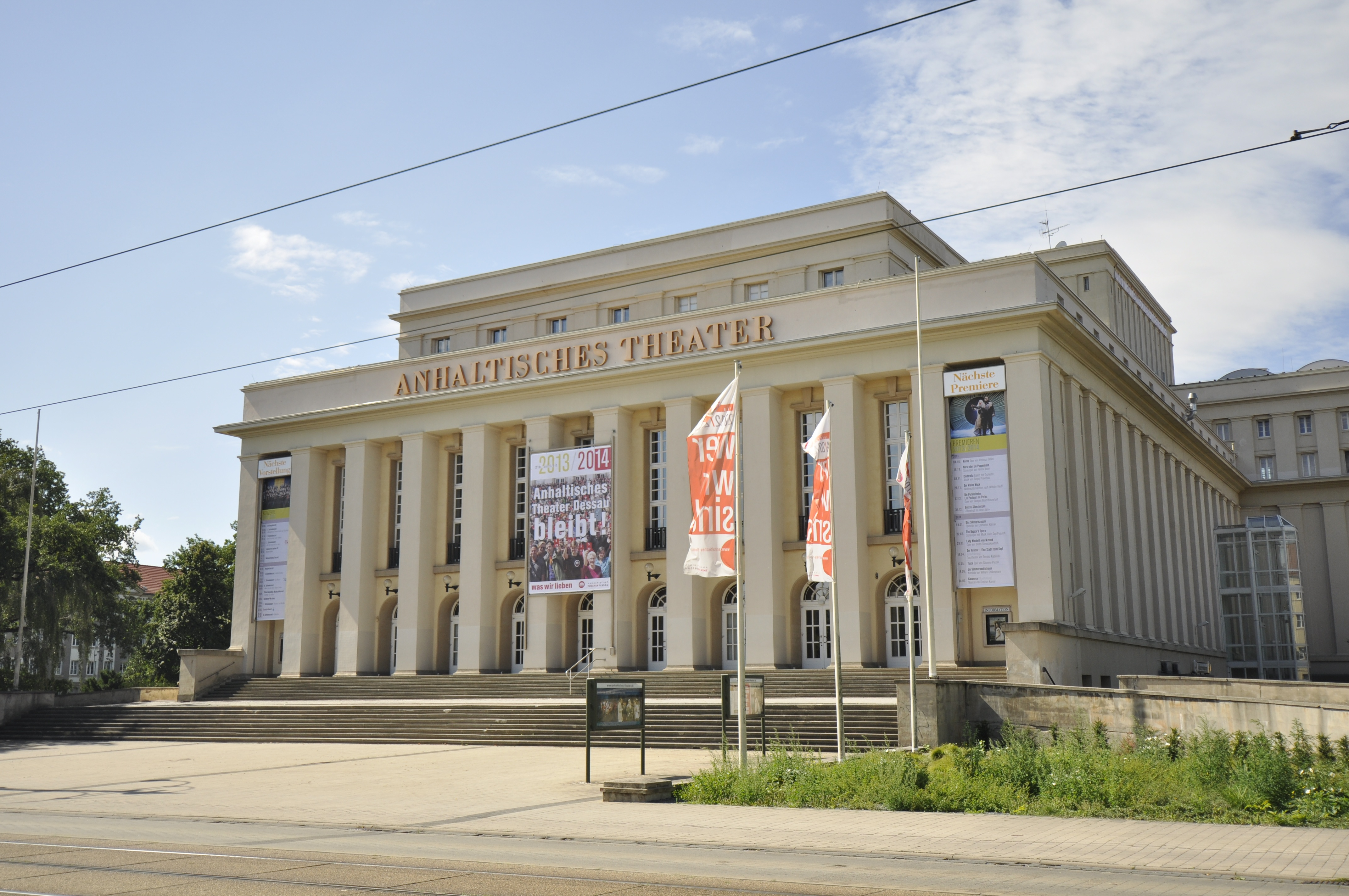
Dessau-Roßlau

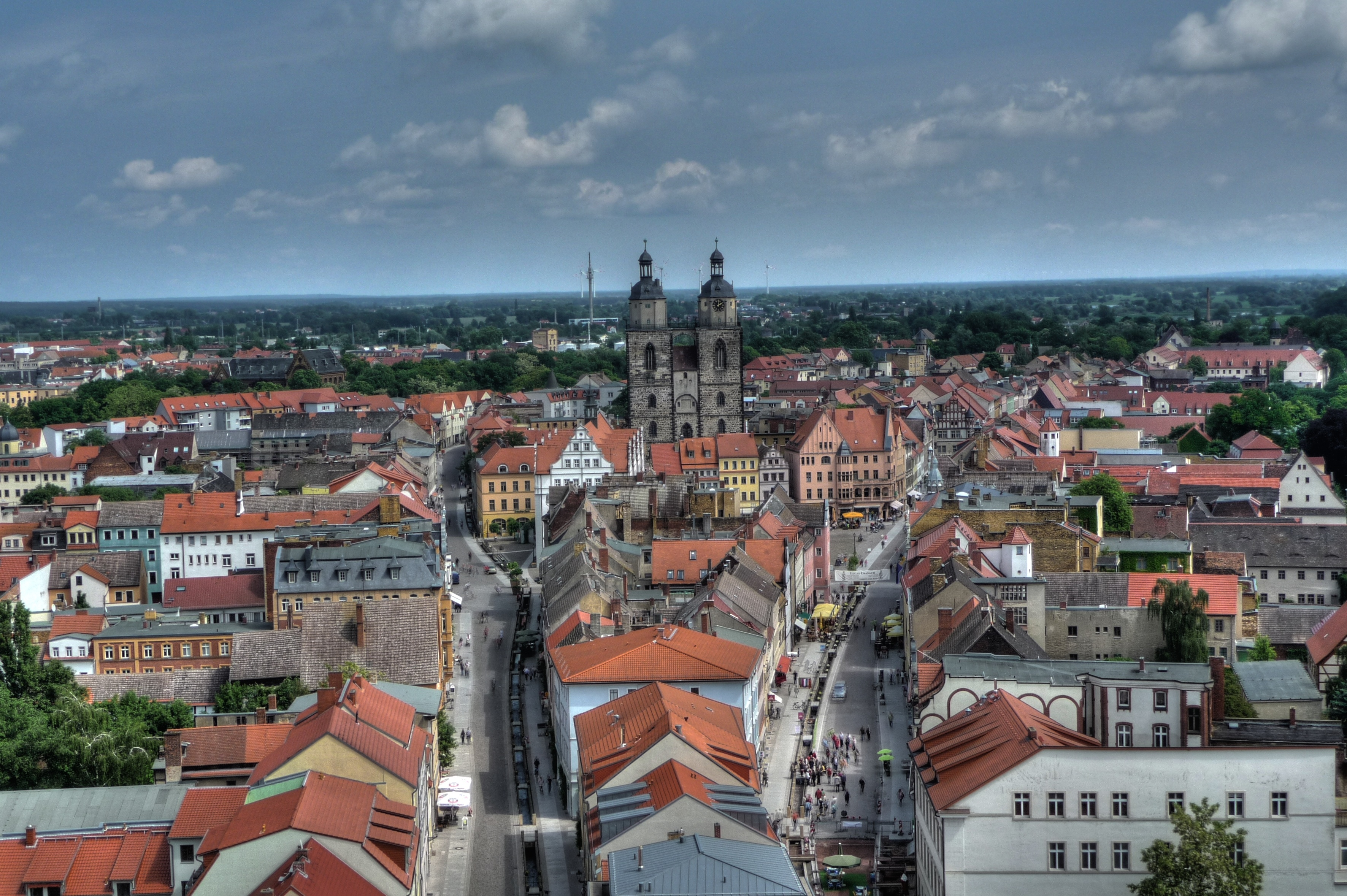
Wittenberga

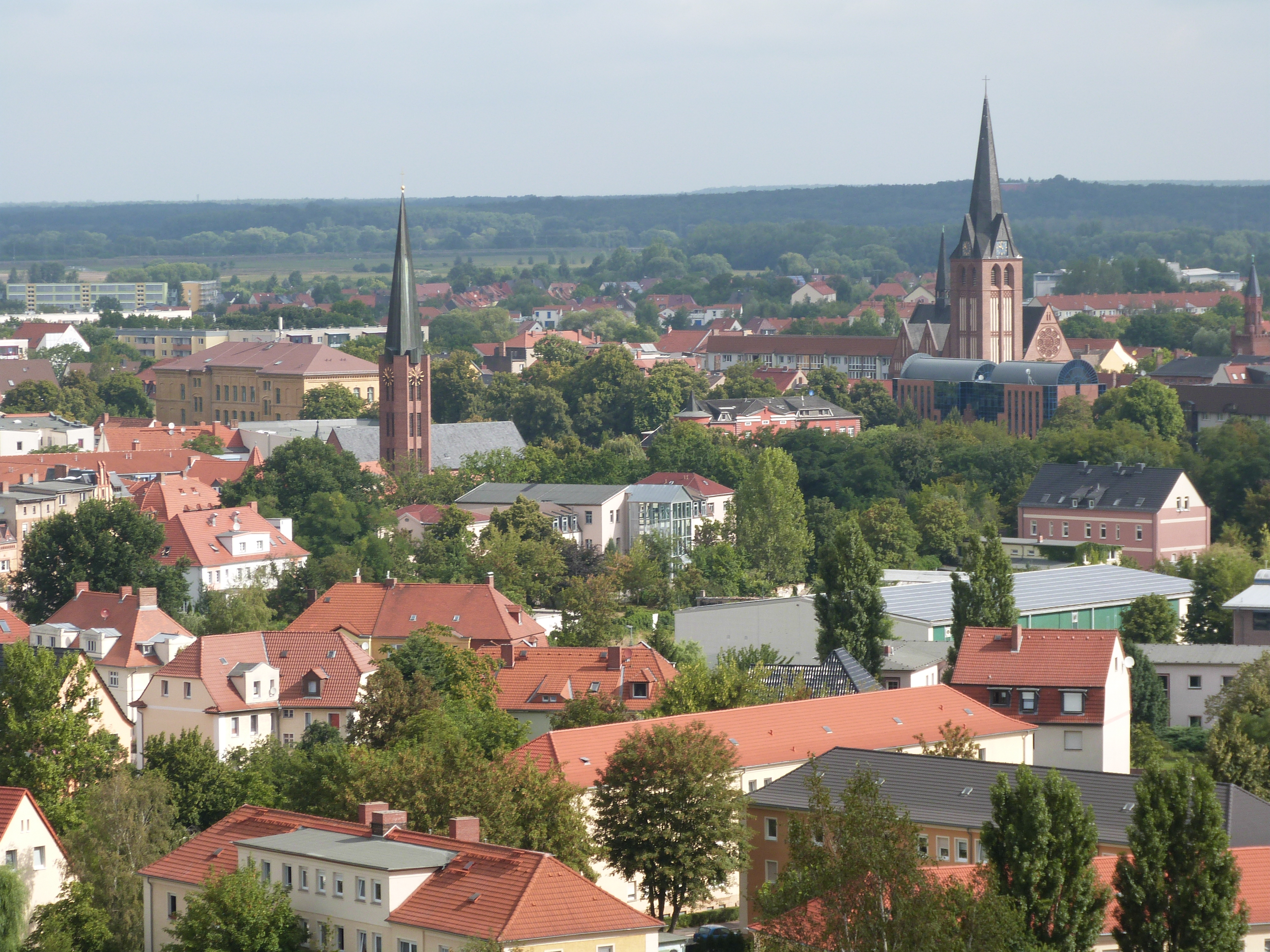
Bitterfeld-Wolfen

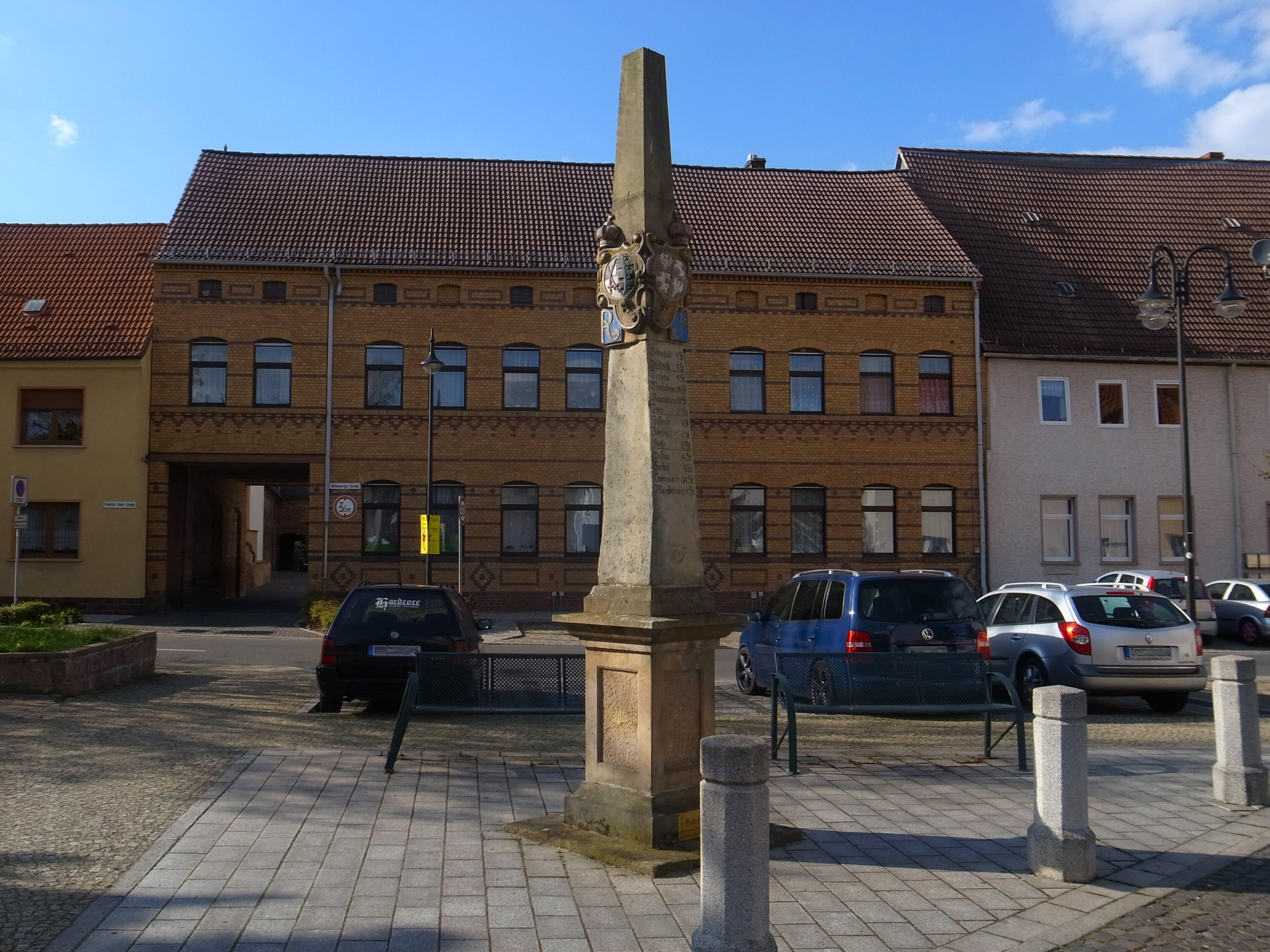
Polsko-saski słup dystansowy z 1728 r. w Gräfenhainichen

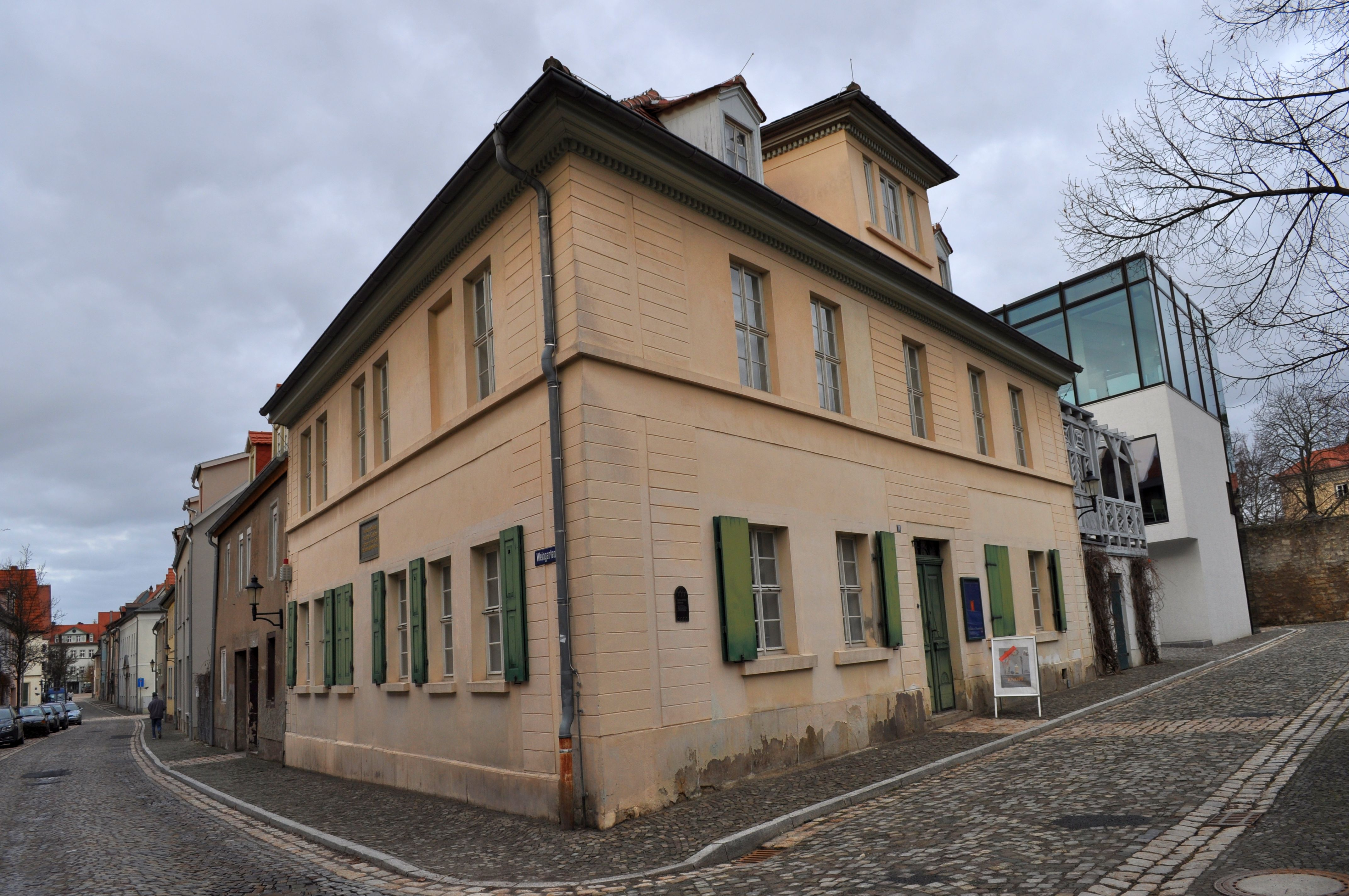
Dom Nietzschego w Naumburgu

Saksonia-Anhalt liczy około 2,15 mln mieszkańców, a gęstość zaludnienia jest niższa od średniej dla niemieckich krajów związkowych i wynosi 105 osób na km². Jeszcze w 1990 roku na terenie Saksonii-Anhalt mieszkało prawie 2,9 mln osób, a spadek liczby ludności od tamtego czasu wynikał w równym stopniu z emigracji do innych regionów Niemiec i zagranicy, jak i z niskiego wskaźnika urodzeń.

### Największe miasta
Liczba mieszkańców według spisu powszechnego na dzień 15 maja 2022:
|    | Miasto                                     | Populacja (2022) |
| -- | ------------------------------------------ | ---------------- |
| 1  | Magdeburg                                  | 241 517          |
| 2  | Halle (Saale)                              | 226 586          |
| 3  | Dessau-Roßlau                              | 75 938           |
| 4  | Wittenberga (niem. Lutherstadt Wittenberg) | 45 010           |
| 5  | Weißenfels                                 | 38 228           |
| 6  | Stendal                                    | 37 406           |
| 7  | Halberstadt                                | 36 676           |
| 8  | Bitterfeld-Wolfen                          | 36 552           |
| 9  | Merseburg                                  | 33 302           |
| 10 | Wernigerode                                | 32 477           |
| 11 | Naumburg (Saale)                           | 31 864           |
| 12 | Bernburg (Saale)                           | 31 553           |
| 13 | Schönebeck (Elbe)                          | 30 429           |
| 14 | Zeitz                                      | 27 633           |
| 15 | Aschersleben                               | 26 021           |
| 16 | Sangerhausen                               | 25 819           |
| 17 | Köthen (Anhalt)                            | 24 166           |
| 18 | Staßfurt                                   | 23 818           |
| 19 | Quedlinburg                                | 23 309           |
| 20 | Salzwedel                                  | 22 915           |

## Podział administracyjny
W nawiasach skróty z tablic rejestracyjnych poszczególnych powiatów.

### Miasta na prawach powiatu
- Dessau-Roßlau (DE)
- Halle (HAL)
- Magdeburg (MD)

|  |

### Powiaty ziemskie
- Anhalt-Bitterfeld (ABI)
- Burgenland (BLK)
- Börde (BK)
- Harz (HZ)
- Jerichower Land (JL)
- Mansfeld-Südharz (MSH)
- Saale (SK)
- Salzland (SLK)
- Altmarkkreis Salzwedel (SAW)
- Stendal (SDL)
- Wittenberga (WB)

## Gospodarka
W regionie rozwinął się zwłaszcza przemysł chemiczny, ale także maszynowy, metalurgiczny, taboru kolejowego, elektrotechniczny oraz górnictwo. Uprawia się zboże, buraki cukrowe, ziemniaki, warzywa oraz hoduje się bydło, trzodę chlewną, drób.
Silnie uprzemysłowiona część kraju na południowym wschodzie jest obszarem ekologicznego zagrożenia. Saksonia-Anhalt poradziła sobie ze strukturalnymi zmianami gospodarczymi po 1990 r., odnosząc jednocześnie sukcesy i porażki. Między innymi duże kombinaty miały poważne trudności w przejściu do gospodarki rynkowej, co skutkowało długotrwałym bezrobociem wynoszącym przez wiele lat powyżej 20% i emigracją zarobkową. Stopa bezrobocia w październiku 2024 r. wynosiła około 7,5%.

## Polityka

### Wybory w 2021
Koalicja rządząca: koalicja CDU, SPD i FDP
Skład Landtagu:
- CDU – 40
- AfD – 23
- Lewica – 12
- SPD – 9
- FDP – 7
- Sojusz 90/Zieloni – 6

### Wybory w 2016
Koalicja rządząca: koalicja CDU, SPD i Sojusz 90/Zieloni
Skład Landtagu:
- CDU – 30
- AfD – 25
- Lewica – 16
- SPD – 11
- Sojusz 90/Zieloni – 5

### Wybory w 2011
Koalicja rządząca: koalicja CDU i SPD
Skład Landtagu:
- CDU – 41
- Lewica – 29
- SPD – 26
- Sojusz 90/Zieloni – 9